# 의릉 (조선 도조)
의릉(義陵)은 조선의 추존왕 도조의 능이다. 함경남도 함주군 운남면 운흥리에 있다.

## 개요
원나라의 관직을 지낸 고려의 무관이자 태조 이성계의 조부인 도조의 능으로, 함경남도 함주군 운남면 운흥리에 있다. 도조는 1342년(충혜왕 복위 3년) 음력 7월 24일에 사망하였으며, 함흥부의 예안부 운천동에 장사지냈다.
조선 개국 직후인 1392년(태조 원년) 음력 8월 8일 태조가 자신의 4대조와 그 부인을 추존하고, 아들 이방원을 보내 각 무덤에 치제를 하고 능호를 올렸다. 이때 도조의 무덤에는 의릉(義陵)의 능호가 올려졌다. 또 이 해 음력 10월 28일에는 능지기 권무 2명과 수릉호를 몇 호 두고, 재궁을 세웠다. 이후 의릉에는 종8품 봉사 1명과 종9품 참봉 1명씩을 두어 능을 관리하게 하였다.
한편 2009년 6월 27일 대한민국에 있는 조선왕릉이 세계문화유산으로 등재되었으나, 의릉은 그 대상에 포함되지 않았다.

## 조선고적도보 수록 사진

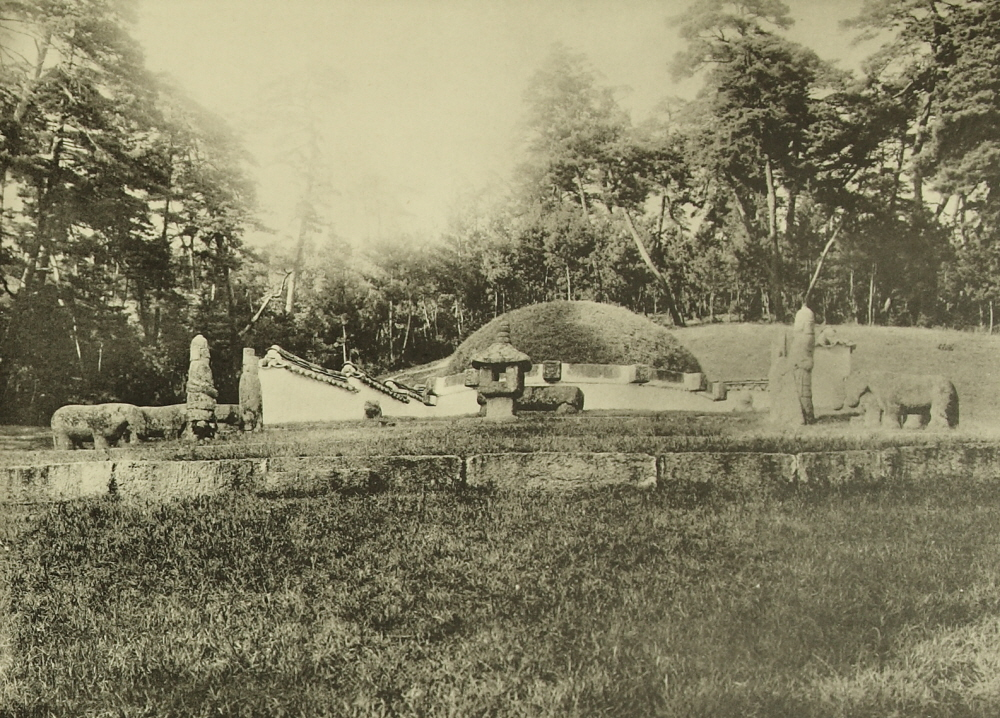
의릉 정면
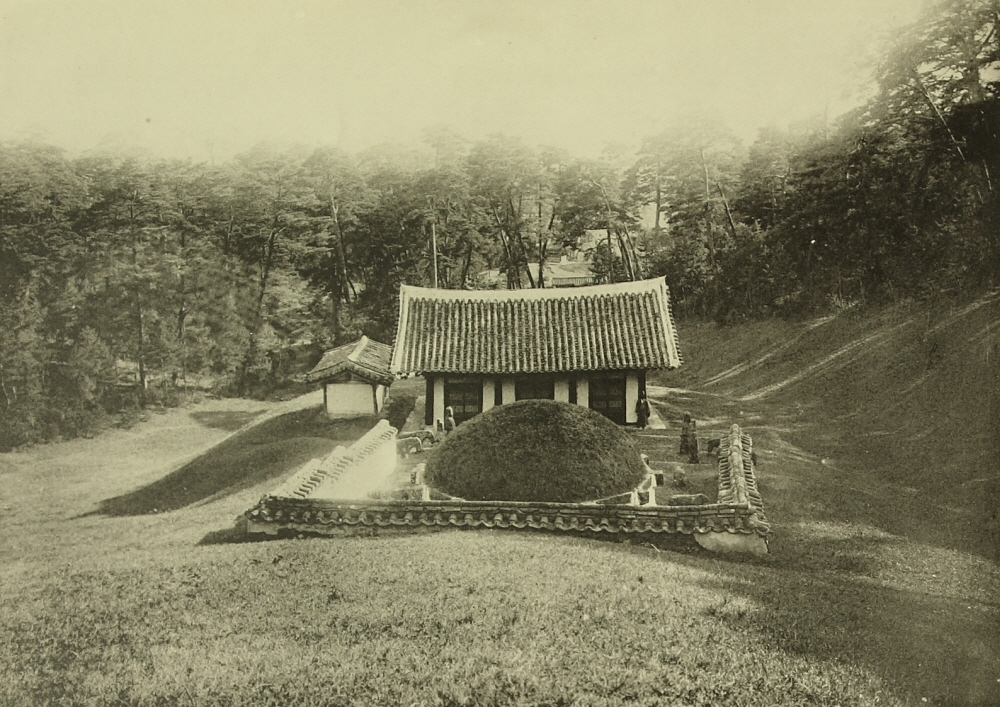
의릉 배면
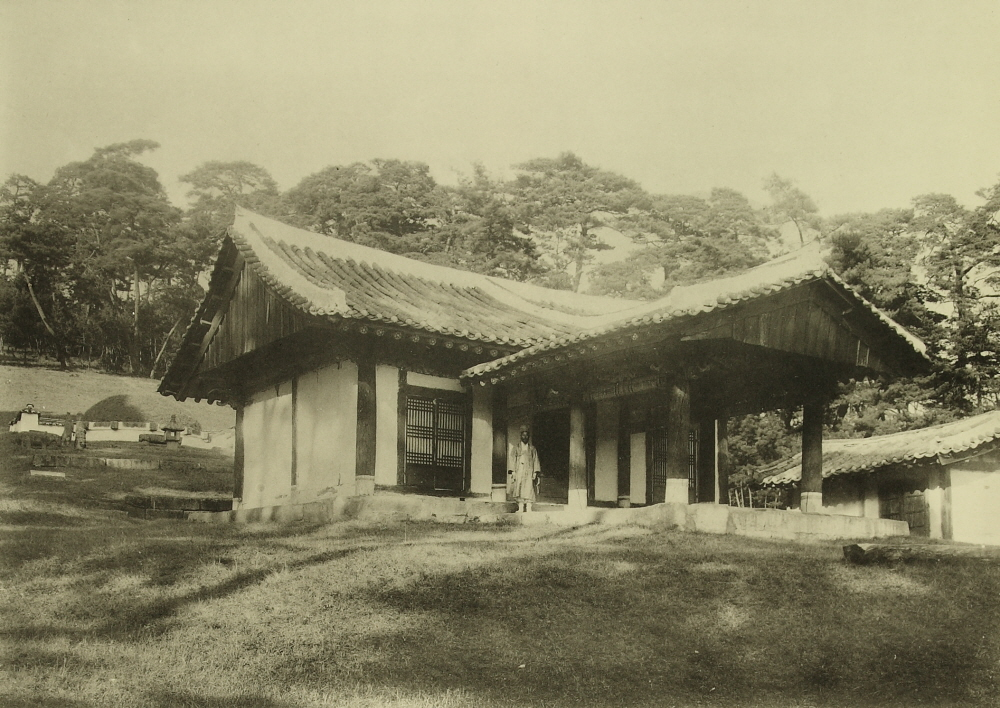
의릉 정자각
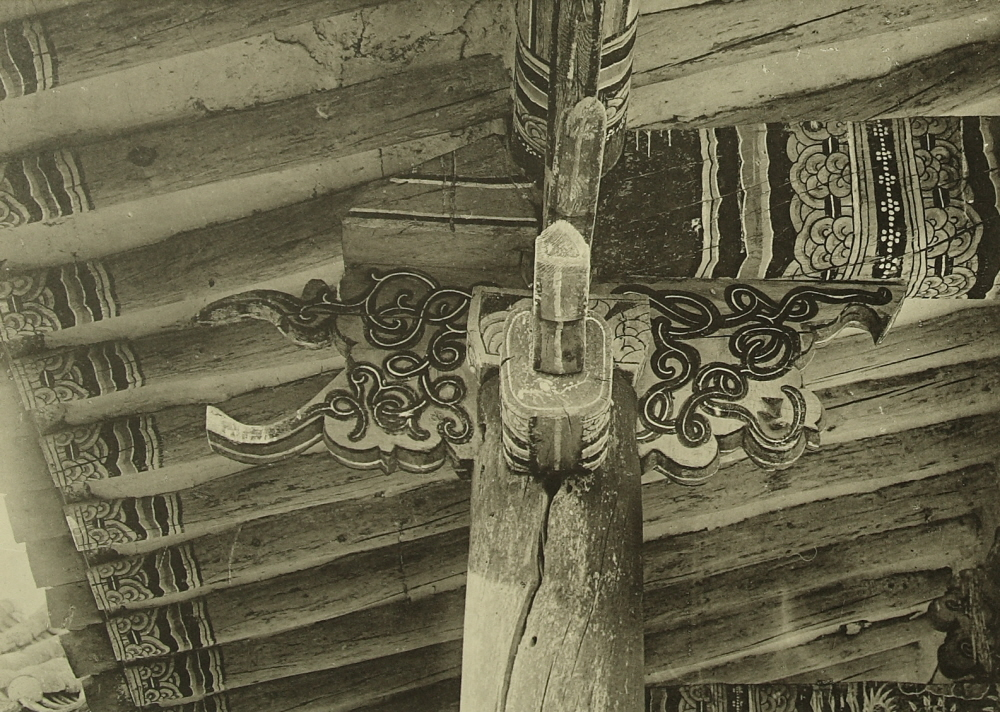
의릉 정자각 두공
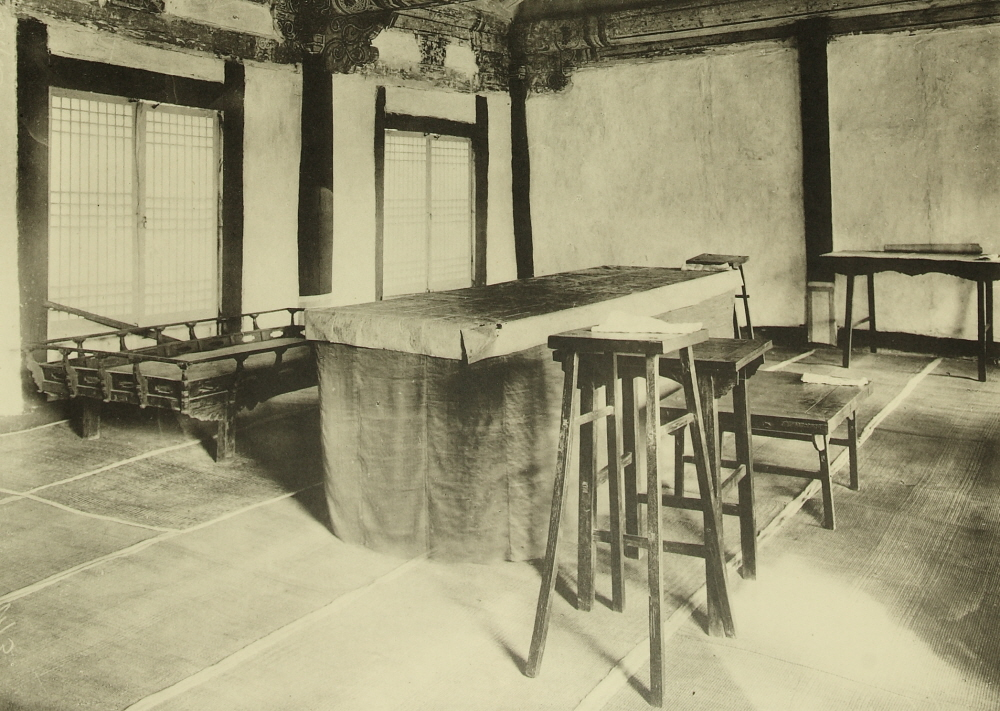
의릉 정자각 내부
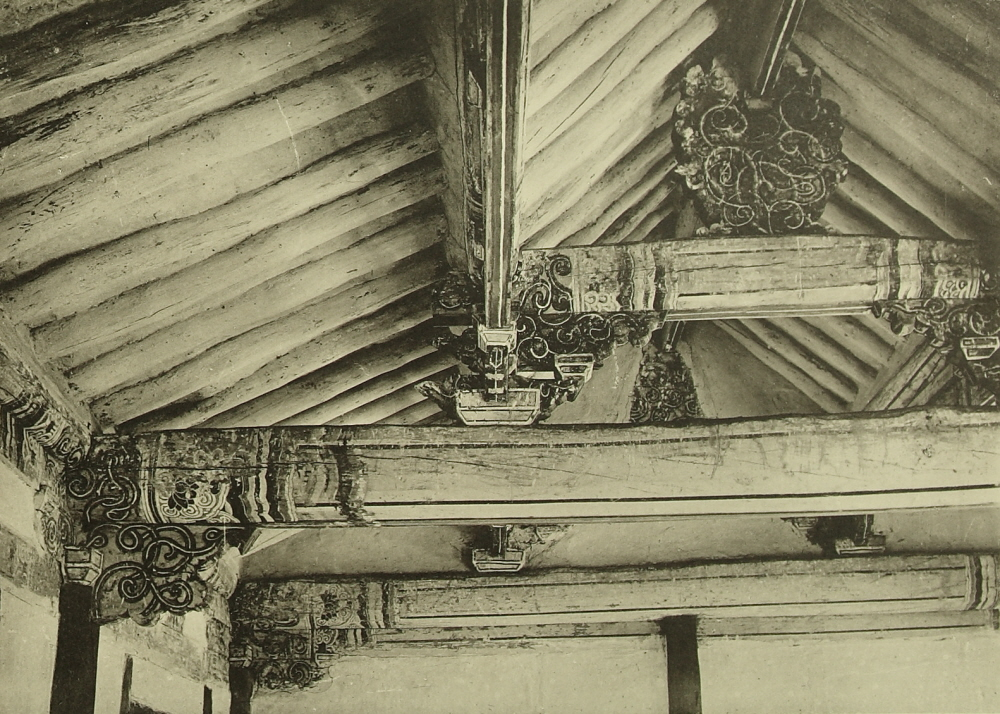
의릉 정자각 내부 천정